# Histoire philatélique et postale de Terre-Neuve

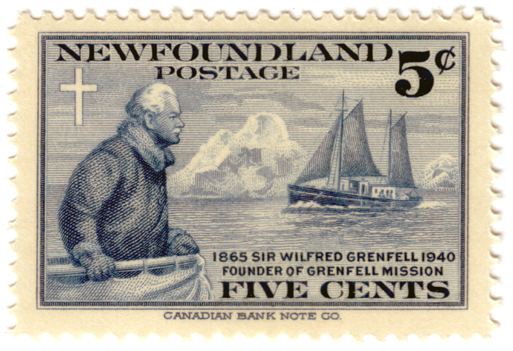
1897 Timbre de 1941 sur Wilfred Grenfell

Terre-Neuve a émis ses timbres de 1857 jusqu'à son adhésion à la confédération canadienne le 1er avril 1949. Elle aura émis presque 300 timbres sur près d'un siècle.

## Évolution de Terre-Neuve
- Colonie britannique, de 1707 à 1907
- Dominion, de 1907 à 1949
- Province canadienne, depuis 1949